# Portret literar
În literatură, termenul de portret reprezintă o descriere fizică și morală a unui personaj. Un portret literar creează adesea o perspectivă extinsă și permite o analiză care merge mult dincolo de superficial. De exemplu, autoarea americană Patricia Cornwell a scris o carte best-seller intitulată Portrait of a Killer despre contextul istoric, personalitatea și posibilele motivații ale lui Jack Spintecătorul, detaliind, de asemenea, prezentarea crimelor sale în presă și anchetarea ulterioară de către poliție a cazurilor.
Gertrude Stein a realizat, de asemenea, portrete literare ale renumiților pictori europeni Henri Matisse și Pablo Picasso.